# Air (Nhạc cổ điển)
Air (cũng là Ayr, Ayre hay Aria) là một hình thức phụ của thể loại âm nhạc Lied, nhưng cũng có thể đề cập đến một bản nhạc cụ đơn giản. Tuy nhiên, nó luôn là một sáng tác đơn giản , thường ở dạng bài hát hai phần.
Thuật ngữ Air (có ý nghĩa là "giai điệu", "bài hát") trong ngữ cảnh này không xuất phát từ tiếng Anh, nhưng từ tiếng Pháp, ban đầu từ tiếng Ý aria. Trong thời kỳ Baroque, trừ khi nó là một sáng tác giọng hát, Air là một bản nhạc cụ không phải là một điệu nhảy, ngay cả khi nó được đưa vào một tổ khúc.

## Air của Bach
Johann Sebastian Bach sử dụng một đoạn nhạc có tên Air hoặc Aria trong một số tổ khúc của mình, ví dụ như trong Tổ khúc Pháp thứ hai và thứ tư và trong partita thứ tư và thứ sáu. Những đoạn này rất khác nhau về tốc độ và tính cách, do đó hầu như không có bất kỳ ý nghĩa cụ thể nào của tên air này. Bach khi sử dụng từ này cũng chỉ muốn nói đó là "giai điệu" đơn giản.

### Air từ Tổ khúc giao hưởng thứ 3 (Bach)
Có lẽ ví dụ nổi tiếng nhất về một đoạn nhạc có nhãn Air có thể được tìm thấy trong Tổ khúc D Major BWV 1068 của Bach.

## Air của Händel
Georg Friedrich Händel cũng gọi đoạn nhạc thứ sáu của tổ khúc đầu tiên trong F Major (HWV 348) từ Water Music nổi tiếng là Air. Bản nhạc du dương này với nhịp điệu đặc trưng của nó thường được chơi bởi các dàn nhạc hòa tấu baroque.